# ひぐらしのなく頃に (携帯電話アプリ)
本項では、07th Expansionが製作した同人ゲーム『ひぐらしのなく頃に』を携帯電話アプリゲーム向けに移植した作品とドワンゴ・携帯ゲーム百選で配信されている外伝作品「贄捜し編」（にえさがしへん）・「心崩し編」（こころくずしへん）、その他のミニゲームについて解説する。

## タイトー版
タイトーよりソフトバンクモバイル・S!アプリ（3G対応機種のみ）・NTTドコモ・iアプリ（FOMA90xシリーズ）・au・EZアプリ（BREW）版がそれぞれ配信されている。

### S!アプリ
2006年8月1日より「鬼隠し編」を配信。以後、1 - 2ヶ月に1編のペースで配信され、2007年12月20日配信の「昼壊し編・罰恋し編」で完結。本編の完結後は、原作のミニゲーム「お散歩☆梨花ちゃん」やオリジナルの「イカサマ大富豪」が配信されている。
「鬼隠し編」「暇潰し編」と「礼」の各編以外は複数のファイルに分割されており、前編をダウンロードしないと中・後編のダウンロードは出来ない。各編ごとの買い切り制で中・後編の価格は前編に含まれており、パケット通信代のみでダウンロード可能であったが2009年6月17日より『うみねこのなく頃に』の配信開始準備告知と合わせて他キャリアと同様の月額ポイント制へ移行した。
画面のレイアウトは中段にグラフィックが表示され、メッセージ（最大15行×17.5文字）はグラフィック表示部分の上下にある非表示部分を含めた画面全体に表示される。

### iアプリ版
2006年12月18日より「鬼隠し編」の配信を開始し、2007年12月20日配信の「昼壊し編・罰恋し編」で完結。「祭囃し編」までの各編には原作者・竜騎士07がiアプリ版向けに書き下ろしたTIPSが2編ずつ、計16編追加されている。これに伴い、新キャラクター2名が登場（但し、原作やS!アプリ版でも名前だけは登場する）。画面のレイアウトはS!アプリ版と同じ。
定額制（月額315円、300ポイント購入）で、1編につき300ポイントを消費（ポイントは追加購入可能）。
本編の完結後は原作のミニゲーム「れなぱん」の移植版や直感ゲーム対応版と「お散歩☆梨花ちゃん」、オリジナルの「イカサマ大富豪」が配信されている。

### EZアプリ（BREW）
デジマース・携帯遊戯版の完結後、2007年9月20日に「ひぐらしEZ★モバイル公式」をオープン（月額315円、300ポイント付与の形式）。同日、BREW版の「鬼隠し編」を配信開始、2009年2月26日配信の「昼壊し編・罰恋し編」で完結。「罪滅し編」以降は複数に分割して配信されているが、S!アプリ版と異なり途中の節からもダウンロード可能（料金は各節ごとに課金）。
iアプリ版がベースになっており、画面レイアウトもS!アプリ版・iアプリ版に準じる。また、本編以外に「れなぱん」も配信されている。他キャリアと同様、オリジナルの「イカサマ大富豪」も配信されている。

## デジマース・携帯遊戯版
ホビボックスが2005年9月1日より、au・EZアプリ版の「鬼隠し編」を配信。但し、全6章に分割されており1章ごとに課金される形式（315円+パケット代）。2006年9月にホビボックスのEZアプリ用サイトが閉鎖されるのに伴い、配信は一旦中止された。
その後、10月よりデジマースがホビボックスから引き継ぐ形で電子書籍配信サイト「携帯遊戯」オープンと同時に「鬼隠し編」の配信を再開。以降、月1編ペースで配信し2007年5月配信の「祭囃し編」で完結。やや間隔を置いて9月より「礼」の「賽殺し編」を配信したが「昼壊し編」と「罰恋し編」は配信されていない。
携帯遊戯版の「鬼隠し編」は旧ホビボックス版と異なりポイント制一括ダウンロードだが、2006年12月より新規に配信を開始した「綿流し編」以降は複数に分割して配信されている。
画面のレイアウトは上・中段にグラフィックが表示され、下段のグラフィック非表示部分にメッセージ（最大4行×12文字）が表示される。
この他、携帯遊戯では本編以外にBGMの着メロや15パズルを配信している。

## SEAMS版
SEAMSが竜騎士07の監修を受けて、2010年4月29日よりiPhone/iPod touch版をApp Storeで配信を開始、以後6月10日までに全8作を配信予定としている。
原作通り1話ずつ配信され、iPhone版独自の機能として、ゲームの中断・再開機能、フリック操作によるシステムメニューの呼び出し、オートモード、過去ログの閲覧機能を搭載、レイアウトもiPhoneの画面サイズに最適化されている。

## 配信日一覧
キャリア別の各編配信日は以下の通りである。
| 表題   | 表題     | S!アプリ       | iアプリ        | EZ(携帯遊戯)   | EZ(BREW)                                                          | iPhone        |
| ------ | -------- | -------------- | -------------- | -------------- | ----------------------------------------------------------------- | ------------- |
| 出題編 | 鬼隠し編 | 2006年8月1日   | 2006年12月18日 | 2006年10月6日  | 2007年9月20日                                                     | 2010年4月29日 |
| 出題編 | 綿流し編 | 2006年9月13日  | 2006年12月18日 | 2006年12月15日 | 2007年9月27日                                                     | 2010年4月29日 |
| 出題編 | 祟殺し編 | 2006年10月18日 | 2007年1月30日  | 2006年12月28日 | 2007年10月25日                                                    | 2010年5月6日  |
| 出題編 | 暇潰し編 | 2006年11月15日 | 2007年2月27日  | 2007年1月25日  | 2007年11月29日                                                    | 2010年5月13日 |
| 解答編 | 目明し編 | 2007年2月01日  | 2007年3月28日  | 2007年2月23日  | 2008年3月27日                                                     | 2010年5月20日 |
| 解答編 | 罪滅し編 | 2007年3月14日  | 2007年4月26日  | 2007年3月29日  | （前編）2008年4月24日 （後編）2008年5月29日                       | 2010年5月27日 |
| 解答編 | 皆殺し編 | 2007年4月18日  | 2007年5月31日  | 2007年4月26日  | （前編）2008年6月12日 （中編）2008年7月3日 （後編）2008年08月14日 | 2010年6月3日  |
| 解答編 | 祭囃し編 | 2007年7月02日  | 2007年9月27日  | 2007年5月30日  | （前編）2008年9月4日 （後編）2008年10月2日                        | 2010年6月10日 |
| 礼     | 賽殺し編 | 2007年9月12日  | 2007年11月29日 | 2007年9月28日  | 2009年1月23日                                                     | －            |
| 礼     | 昼壊し編 | 2007年10月17日 | 2007年12月20日 | －             | 2009年2月26日                                                     | －            |
| 礼     | 罰恋し編 | 2007年10月17日 | 2007年12月20日 | －             | 2009年2月26日                                                     | －            |

1. ↑  ホビボックス版は2005年9月1日配信開始、2006年9月に配信停止。

## 携帯ゲーム百選
「贄捜し編」及び「心崩し編」はドワンゴ・携帯ゲーム百選で配信されている新規書き下ろしシナリオのアドベンチャーゲームで、アニメ版をベースにしている。対応機種はNTTドコモ・FOMA 90xシリーズ、ソフトバンク・3G対応機種、au・BREW対応機種。
| 表題     | iアプリ       | S!アプリ       | EZアプリ       |
| -------- | ------------- | -------------- | -------------- |
| 贄捜し編 | 2007年1月25日 | 2007年7月2日   | 2007年8月9日   |
| 心崩し編 | 2007年8月29日 | 2007年11月14日 | 2007年12月20日 |

携帯ゲーム百選では上記の他「デフレス」「喰荒し編」（くいあらしへん）・「大富豪」（タイトー版の「イカサマ大富豪」とは別内容）・「ひぐらし麻雀」「トミタケシャッターチャンス」などのミニゲームを配信している（配信タイトルは機種により異なる）。

### 贄捜し編
"にえさがしへん"。本編とは異なり、選択肢によって展開が変化するオーソドックスなアドベンチャーゲームの形式を採用している。魅音たち部活メンバーが登場する他、主人公の梶原を含めて新キャラクター4名（キャラクターデザイン・沼崎涼子）が登場する。ドワンゴの「携帯ゲーム百選」から、各キャリアとも525円（税込・パケット料別）でダウンロード販売されている。
1回以上エンディングを見るとタイトル画面で「シナリオフロー」と「おまけ」が追加される。「シナリオフロー」は攻略状況とエンディング（バッドエンド含め7種類）の分岐が確認出来るようになっており、「おまけ」は本編のTIPSに相当する周辺人物のエピソードが観賞出来る。
登場人物
「贄捜し編・心崩し編の登場人物」 を参照。
ストーリー
昭和58年6月…。元警官の私立探偵・梶原稔は、オカマの雑誌編集長・川島から、1ヶ月前の取材中に行方不明となった雑誌記者・鈴山恵子の捜索を依頼される。鈴山は、どうやら未解決の『ダム工事現場監督バラバラ殺人事件』を取材していたらしく、梶原と川島は雛見沢村へと向かう。
興宮署の刑事・大石によると、鈴山は『鬼隠し』に遭い、村ぐるみで消されたらしい。不自然な村人達の対応に疑惑を感じつつも、魅音たち部活メンバーに村の案内をしてもらう梶原。そこで、6年前の梶原が関わった事件での被害者に瓜二つの少女、・猪上若葉と出会い、若葉は梶原に対して鈴山は『ゴミ不法投棄・古手神社・北条家裏の森』について調べていた、と打ち明ける。
梶原は部活の名誉部員として迎えられ、部活メンバーと和やかにゲームをして過ごす。帰り際、魅音に殺人事件のことを聞くがその途端に魅音の態度が豹変。その直後、梶原は分校近くの何者かに殴打されて気絶してしまう。翌日、若葉の案内で鈴山が隠れ家に使っていた洞穴を発見し、謎のメモを入手する。そして、富竹から鈴山が調べていた場所は全て『連続怪死事件』の発生現場であったことを聞き出す。果たして『オヤシロさまの祟り』とは何なのか？

### 心崩し編
"こころくずしへん"。贄捜し編の解答編に当たる。ドワンゴの「携帯ゲーム百選」から、各キャリアとも525円（税込・パケット料別）でダウンロード販売されている。
ストーリー
雛見沢村に住む少女・猪上若葉は両親を交通事故で亡くし、遠縁の親戚を自称する猪上博文に引き取られ2人で暮らしていた。猪上家には毎朝、鹿納知代・由美の母娘が「仕事」と称して訪ねて来るが娘の由美は分校へ通学する若葉に対して執拗ないじめを繰り返していた。
そんな折、若葉は博文の言いつけに背いて東京から来たという雑誌記者・鈴山恵子と仲良くなり村を案内して回る。それから数日後、鈴山は雛見沢村から忽然と姿を消し、次は鈴山の兄と名乗る男が若葉の前に現れるのだが…。

### 喰荒し編
iアプリのみ配信。「シネマティックゲームズ」と銘打たれている。本編中の綿流し祭における「部活動」を題材にしたミニゲームで、前原圭一を操作し他の部活動メンバーの妨害をかわしながら、完食を目指す。

### その他のミニゲーム
- デフレス
- 大富豪
- トミタケシャッターチャンス
- ひぐらし麻雀